# Vulpes velox
El zorro veloz o zorro cometa (Vulpes velox) es un pequeño zorro de pelaje anaranjado, del tamaño de un gato doméstico, que habita en las praderas occidentales de Norteamérica, tales como Colorado, Nuevo México y Texas. También vive en Manitoba, Saskatchewan y Alberta en Canadá, donde previamente había quedado extinto.
El zorro veloz vive principalmente en praderas de hierba corta y en desiertos. Debido a los programas de control de predadores llevados a cabo en la década de 1930, se consideró extinto en Canadá durante cierto tiempo, pero ha logrado reintroducirse con éxito mediante nuevos programas de repoblación. La UICN considera fuera de peligro a esta especie dado que cuenta con poblaciones estables en una zona amplia.
Como la mayoría de los cánidos, el zorro cometa es omnívoro, y su dieta incluye hierbas, frutas, pequeños mamíferos, carroña e insectos. En libertad, su promedio de vida oscila entre los tres y los seis años, y se reproduce una vez al año, desde finales de diciembre hasta marzo, dependiendo de la región geográfica. Los cachorros nacen entre marzo y mediados de mayo, y pueden alimentarse por sí mismos desde las seis a siete semanas de edad. 
Aunque el zorro veloz está emparentado genéticamente con el zorro kit (Vulpes macrotis), ocupa una zona geográfica de distribución diferente. Ambos han sido considerados de la misma especie por razones básicamente relacionadas con el tamaño: el zorro kit es un poco más pequeño que el veloz, y el primero tiene hocico más estrecho. Sin embargo, en las zonas de distribución compartidas pueden reproducirse y crear híbridos de ambas especies; por esta razón, algunos especialistas los clasifican a ambos como subespecies de una única especie, denominada Vulpes velox (el zorro veloz pasa a ser V. velox velox y el zorro kit, V. velox macrotis). No obstante, la evidencia que otorga la genética molecular no es concluyente, por lo que formalmente se sigue considerando al zorro kit y al veloz como especies distintas.

## Descripción
El zorro veloz presenta un pelaje oscuro y grisáceo con zonas anaranjadas y amarillentas en sus costados y en las patas. El cuello, pecho y vientre son de color amarillo pálido o blanco. La cola es mayormente negra, y el hocico también presenta manchas de ese color. Las orejas son notablemente grandes. Mide alrededor de 30cm de alto y 79cm de largo, desde la cabeza hasta la punta de la cola, por lo que su tamaño es similar al de un gato doméstico. Pesa entre dos y tres kilos. Los machos y las hembras son similares en apariencia, aunque los machos son levemente más grandes.

## Hábitat y distribución
El zorro cometa vive principalmente en desiertos y en praderas de hierba corta. Construyen sus guaridas sobre la tierra arenosa de las praderas abiertas, en campos arados o a lo largo de cercas. Es nativo de la región de las Grandes Planicies en Norteamérica y su zona de distribución se extiende desde el centro de Alberta, Canadá, hasta Texas, pasando por el oeste de Iowa, Colorado, Kansas, Wyoming, Nebraska y Montana.

### Estado de conservación
El zorro veloz fue en una época una especie muy amenazada, debido a una serie de programas de control de predadores que se llevaron a cabo en la década de 1930 cuyo principal objetivos era mantener controladas las poblaciones de lobos grises y de coyotes. Hacia 1938 la especie estaba extinta en Canadá, pero en el año 1983 comenzó un programa de reintroducción que logró establecer pequeñas poblaciones al sureste de Alberta y sudoeste de Saskatchewan, pese al hecho de que muchos individuos reintroducidos no sobrevivieron su primer año. En mayo de 1999, el Acta de Especies Canadienses en Riesgo listó al zorro veloz como una especie extinguida en su territorio nacional.
No se conoce el número exacto de individuos existentes de zorros veloces, pero se sabe que actualmente sólo ocupan el 40% de su zona de distribución histórica. Además de sus poblaciones en Canadá, también hay grupos de zorros cometa en los Estados Unidos, desde Dakota del Sur hasta Texas. En 1995, el Servicio de Pesca y Vida Silvestre de los Estados Unidos determinó que el zorro debía permanecer en la lista de especies en peligro, pero otras especies de mayor prioridad lo excluyeron de este listado. Esto llevó a las agencias de protección de animales silvestres de la zona donde vive el zorro cometa a crear el Equipo para la Conservación del Zorro Veloz, que trabaja para implementar mejores programas de manejo y monitoreo de esta especie. Las poblaciones estadounidenses son estables en la parte central de su zona, y no se lo considera en peligro en dicho país. La Lista Roja de la UICN lo categoriza como "especie bajo preocupación menor".

## Comportamiento

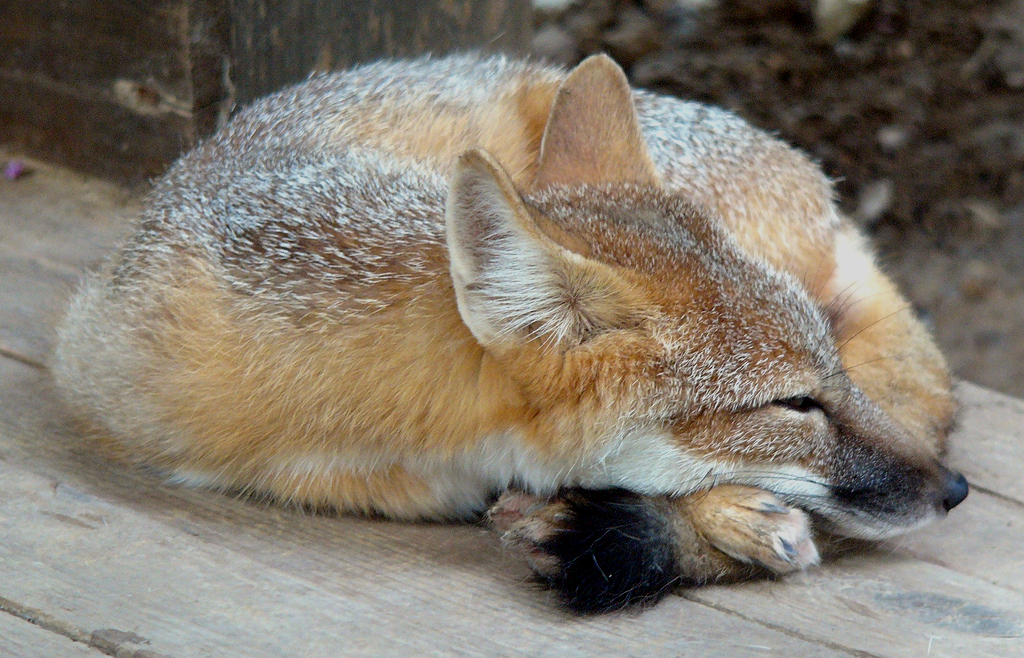
Un zorro veloz durmiendo en un zoológico.

En libertad, el zorro veloz vive entre tres y seis años, pero puede vivir hasta catorce años en cautiverio. Es mayormente nocturno y durante el verano sale de su madriguera únicamente después del ocaso. Durante el día suele quedarse confinado en su guarida, aunque se ha descubierto que durante el invierno sale a la superficie al mediodía por la temperatura más elevada. Este zorro es más dependiente de sus guaridas que la mayoría de los cánidos norteamericanos, ya que las usan como refugios para evitar a los depredadores. Estas madrigueras suelen ser subterráneas y medir de dos a cuatro metros de largo. Se destaca por correr muy rápido, a velocidades de más de cincuenta kilómetros por hora. El coyote es su principal depredador, aunque a menudo elige no consumirlo. Otros depredadores incluyen al tejón, al águila real y al lince. También es vulnerable a la muerte causada por humanos, mediante trampas o venenos, y se han registrado numerosos individuos atropellados en carreteras.

### Reproducción
La temporada de reproducción del zorro veloz adulto varía según la región. Al sur de los Estados Unidos, se aparea entre diciembre y febrero, y la hembra da a luz entre fines de marzo y principios de abril, mientras que en Canadá la temporada comienza en marzo y las crías nacen a mediados de mayo. El macho madura lo suficiente como para procrear al año, mientras que la hembra recién está lista durante su segundo año de vida. Los adultos viven en parejas, y aunque algunos individuos tienen una sola pareja durante toda su vida, otros eligen una diferente cada año. La gestación dura alrededor de cincuenta y un días, y nacen de cuatro a cinco crías cada camada.
El zorro cometa tiene anualmente una sola camada de crías, pero debe ocupar más de trece madrigueras cada año, debido a que pronto comienza a escasear la comida o aparecen parásitos cutáneos dentro de las guaridas. A veces se apropian de madrigueras de otros animales y las agrandan, incluso si son perfectamente capaces de construirse una propia. Las crías nacen en las madrigueras y suelen permanecer allí durante aproximadamente un mes. Sus ojos y oídos se mantienen cerrados durante diez a quince días, y la madre debe ocuparse de alimentarlos y protegerlos durante ese tiempo. A las seis o siete semanas de su nacimiento, las crías comienzan a alimentarse por sus propios medios y permanecen con sus padres hasta el otoño. Investigaciones recientes han demostrado que la organización social de los zorros veloces es inusual entre los cánidos, ya que se basa en las hembras. Las hembras permanecen en un mismo territorio todo el tiempo, pero los machos emigran si las hembras residentes mueren o son removidas de su lugar.

### Alimentación
Como la mayoría de los cánidos, el zorro veloz es omnívoro. Se alimenta de conejoes, ratones, marmotas, aves, insectos y lagartijas. Complementa su dieta con hierbas y frutas. Sin embargo, como todo predador eficiente, el zorro cometa aprovecha el alimento estacional. Durante el verano, los adultos consumen grandes cantidades de insectos, entre los que se incluyen escarabajos y saltamontes, y alimentan a sus crías con animales más grandes. Otras fuentes de alimento importantes pueden ser los ciervos y la carroña.